# Зоран Амиџић (новинар)
Зоран Амиџић (Шабац, 12. април 1950 — Ново Селиште, 9. октобар 1991) је био српски новинар.

## Биографија
Зоран Амиџић рођен је 12. априла 1950. године у Шапцу.
Био је професор историје у Шабачкој гимназији након чега је постао професионални новинар. Бавио се и спортом: био је рукометаш Металопластике и дугогодишњи члан управе клуба.
Као уредник дописништва Телевизије Београд из Шапца, Амиџић је (са још тројицом колега) након обављене репортаже нападнут из заседе и изрешетан 9. октобра 1991. године за време ратних сукоба у Хрватској.
Сахрањен је на Доњошорском гробљу у Шапцу.

## Породица
Отац је двоје деце. Његов син је Огњен Амиџић, познати телевизијски водитељ.